# Cheumatopsyche richardsoni
Cheumatopsyche richardsoni là một loài Trichoptera trong họ Hydropsychidae. Chúng phân bố ở miền Tân bắc.